# Keerkringvogels
Keerkringvogels (Phaethontidae) zijn vogels die het grootste gedeelte van het jaar boven zee doorbrengen en vrijwel alleen tijdens het broedseizoen aan land te vinden zijn. 

## Leefwijze
Keerkringvogels vliegen hoog boven zee op zoek naar (vliegende) vissen en inktvissen, die vlak onder het wateroppervlak zwemmen. De prooi wordt met een stootduik gevangen. De roodsnavelkeerkringvogel leeft alleen of in paren. De familie telt 3 soorten.

## Taxonomie
- Geslacht Phaethon
  - Phaethon aethereus (Roodsnavelkeerkringvogel)
  - Phaethon lepturus (Witstaartkeerkringvogel)
  - Phaethon rubricauda (Roodstaartkeerkringvogel)

## DNA-onderzoek
Keerkringvogels werden oorspronkelijk ingedeeld bij de roeipotigen, maar het uitgebreide DNA-onderzoek van Hackett et al. (2008) liet een heel andere verwantschap zien. De keerkringvogels zijn verwant aan futen en flamingo's volgens dit werk en in de verte ook aan de duiven.

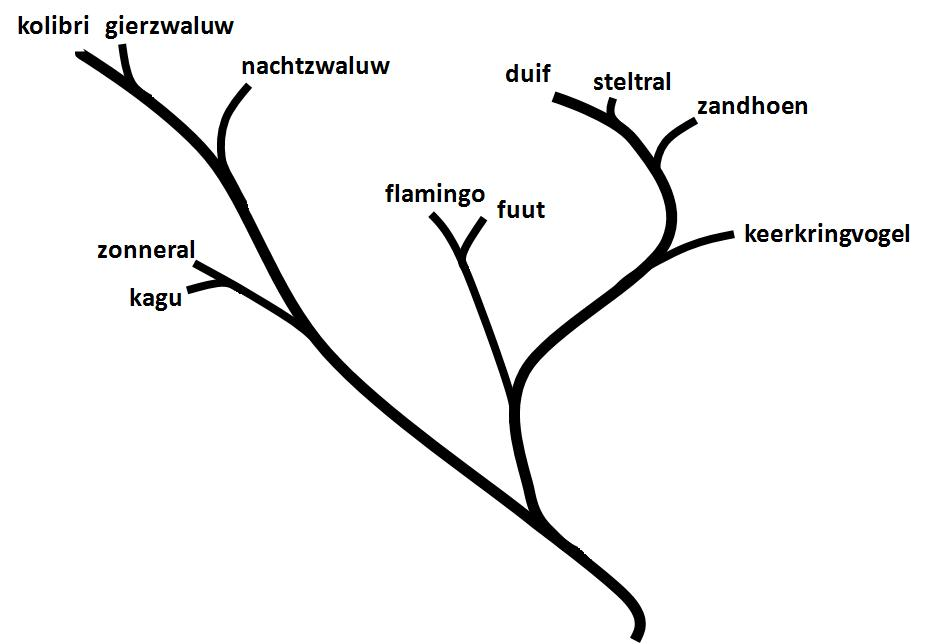
Plaats van de keerkringvogels volgens de DNA-resultaten van Hackett et al.